# Краса пороку
Краса пороку — югославський фільм, знятий в 1986 р. Режисер та автор сценарію — Живко Ніколіч

## Сюжет
У відсталому селі в горах Чорногорії є звичай, за яким чоловік вбиває невірну дружину ударом дерев'яного молоту по голові, на яку зрадниця кладе самостійно випечену погачу. В такому середовищі живе молода подружня пара, Лука і Ягліка, із заповітом на довічну вірність. Живе бідно і тому охоче приймає запрошення земляка,  який відправився на легкі заробітки на морське узбережжя, аби наслідувати його приклад. Лука  влаштовується у солеварню, а Ягліка стає прибиральницею в нудистському кемпінгу. Традиційно вихована, вона жахається навколишньої оголеності  мешканців кемпінгу, особливо коли прибирає кімнату пари молодих іноземців, які потішаються з її сором'язливості.  Та поступово, під їхнім заохочуванням, Ягліка звільняє сковану традицією  чуттєвість.  При поверненні до рідного села, Ягліка зізнається  чоловікові в своїй розпусті, і за древньою традицію, він мусить її вбити.

## Факти
- Сербська кінематографічна інституція «Jugoslovenska kinoteka» у співпраці зі студіями «Вим мобајл» та «Центар филм» реставрувала цей класичний фільм, презентувавши його 30 травня 2018 р.
- Фільм демонструвався на українському телебаченні на початку 2000-х рр.
- Головну героїню фільму - Ягліку - грає хорватська акторка Міра Фурлан (1955 р.н., Загреб), широкому глядачу відома насамперед у ролі Даніель Руссо в телесеріялі "Загублені"